# Jakovljev Jak-141
Jakovljev Jak-141 (NATO naziv: Freestyle) je bio sovjetski nadzvučni VTOL zrakoplov koji nikada nije ušao u proizvodnju.

## Razvoj
Jakovljev je s razvojem poboljšanog Jak-38M počeo 1983. kada je izdao prijedlog za izradu Jaka-39 koji je imao sličnu konfiguraciju, no bio je pojačan izmijenjenim motorima, kompozitnim krilima s većim razmahom, šest podkrilnih spojišta i radarom. Budući da se radilo samo o poboljšanoj inačici i da je Jakovljev tada radio na puno naprednijem zrakoplovu, projekt je prekinut još u fazi planiranja.

1977., i prije nego što je Jak-38 ušao u službu, odobrena je odluka o razvoju nadzvučnog VTOL zrakoplova. Izrađena su četiri prototipa, od čega su dva trebala biti korištena za letna testiranja. Zbog promjene namjene zrakoplova u višenamjenski, razvoj je nakratko usporen a nova konfiguracija je dobila oznaku Jak-41M.
Prvi let se odvio 9. ožujka 1987. s glavnim Jakovljevim testnim pilotom Andrejom Sinicinom za kontrolama. Prvi pravi VTOL let je obavljen 13. srpnja 1990. kada je prototip sletio na nosač-razarač "Baku", a jedan od prototipova je 1991. otpisan nakon nezgode prilikom slijetanja; pilot Vladimir Jakimov se pritom uspješno katapultirao.

Jak-141 je 1992. demonstriran u Ujedinjenom Kraljevstvu tijeko zračnog mitinga u Farnboroughu; dobio je NATO oznaku "Freestyle".

## Tehničke karakteristike
Osnovne karakteristike
- posada: 1
- dužina: 18,36 m
- raspon krila: 10,105 m
- površina krila: 31,7 m2
- visina: 5,0 m

Letne karakteristike
- najveća brzina: 1.800 km/h
- dolet: 3.000 km
  - borbeni dolet: 2.100 km
- najveća visina leta: 15.500 m
- motor: 1 x MNPK Sojuz R-79V-300

2 x RKBM RD-41 (VTOL motori)